# Grønholmen
Ne doit pas être confondu avec Grønholmen (Lindås) ou Grønholmen (Sveio).
Grønholmen est une île dans le landskap Sunnhordland du comté de Vestland. Elle appartient administrativement à Øygarden.

## Géographie
Rocheuse et désertique, elle s'étend sur environ 72 m de longueur pour une largeur approximative de 47 m. 